# ルーペ・フィアスコ
ルーペ・フィアスコ（英: Lupe Fiasco、本名: ワサル・ムハンマド・ジェイコ、1982年2月16日 - ）とは、アメリカ合衆国イリノイ州シカゴ出身のラッパーである。
2006年にデビュー。2011年にリリースされたアルバム『Lasers』は、全米アルバムチャート初登場1位を記録。また、グラミー賞を受賞した経験も持つ。代表曲は2007年発表の「Superstar」。

## 略歴

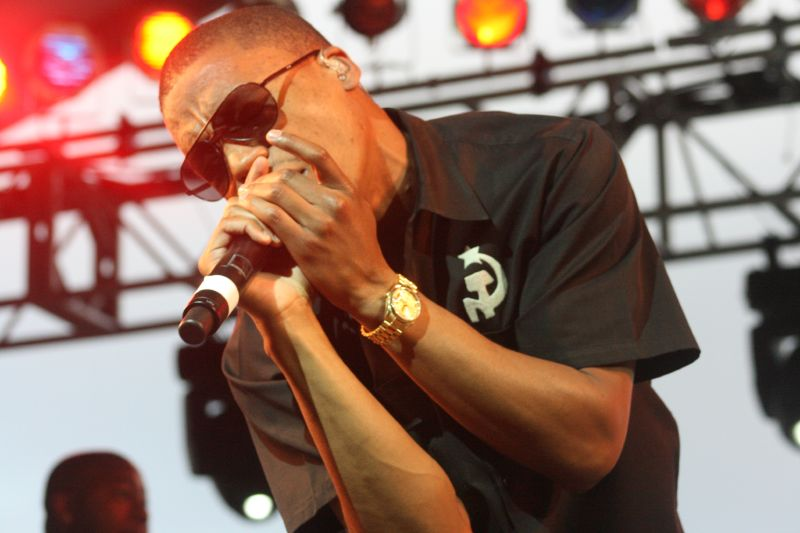
ライブでのルーペ・フィアスコ（2008年）

ドラマーを父に持つ、9人兄弟の末っ子としてシカゴ西部で育つ。高校卒業後に「Da Pak」というグループを結成し、本格的にラップ活動を開始。しかし、同グループはメジャーデビュー直後に解散。ソロ活動に専念するようになった彼はジェイZの目を引き、2006年にアルバム『Lupe Fiasco's Food & Liquor』でメジャーデビュー。その類まれなるリリックの巧みさが評価され、瞬く間に全米で人気を獲得する。その後も人気は上昇し続け、2011年発表のアルバム『Lasers』で、ついに全米アルバムチャート初登場1位を記録した。
2006年9月19日、デビューアルバム『Lupe Fiasco's Food & Liquor』をリリース。全米アルバムチャートにて、初登場8位を記録。
2007年1月にプロモーションのため初来日した彼は、4月に『Springroove』出演、9月にG-SHOCK25周年イベント出演のため来日し、1年で3度の来日をする。
2007年12月18日、2ndアルバム『Lupe Fiasco's The Cool』をリリース。全米アルバムチャートにて、初登場14位を記録。セールス面では、50万枚以上を売り上げ、全米でゴールド・ディスクに認定されている。
2011年3月8日、3rdアルバム『Lasers』をリリース。全米アルバムチャートにて、初週に20万枚程度を売り上げ初登場1位を記録。

## 音楽性
2000年代後半の流行であったリック・ロスやリル・ウェイン等のギャングスタ・ラップ勢と違い、楽曲自体が落ち着いた雰囲気の物が多く、全体的にソウルフルなナンバーで占められている。同郷のコモンなどと比べられる事が多い。

## 人物
父親が空手教室を運営していたことから、子供の頃より空手や剣道などの武術や日本の文化に慣れ親しみ育つ。マンガ、アニメ、ゴジラ、空手映画が大好きで、お気に入りの場所には東京を挙げている。好きなアニメは『AKIRA』、『妖獣都市』、『獣兵衛忍風帖』、『ジャイアントロボ THE ANIMATION -地球が静止する日』、『未来少年コナン』、『ルパン三世』など。

## ディスコグラフィ

### アルバム
| 年                                        | タイトル                                             | アルバム詳細 | チャート最高位 | チャート最高位 | チャート最高位 | チャート最高位 | チャート最高位 | チャート最高位 | チャート最高位 | チャート最高位 | 認定           |
| 年                                        | タイトル                                             | アルバム詳細 | US             | AUS            | CAN            | FRA            | IRE            | NL             | SWI            | UK             | 認定           |
| ----------------------------------------- | ---------------------------------------------------- | --- | -------------- | -------------- | -------------- | -------------- | -------------- | -------------- | -------------- | -------------- | -------------- |
| 2006                                      | Lupe Fiasco's Food & Liquor                          | - 発売日: 2006年9月19日 - レーベル: 1st & 15th, Atlantic - フォーマット: CD, LP, digital download - 全米売上: 37.5万枚  | 8              | 70             | —              | 172            | 81             | 74             | —              | 31             |                |
| 2007                                      | Lupe Fiasco's The Cool                               | - 発売日: 2007年12月18日 - レーベル: 1st & 15th, Atlantic - フォーマット: CD, LP, digital download - 全米売上: 54.9万枚 | 14             | 42             | —              | 129            | 24             | —              | 93             | 7              | - US: ゴールド |
| 2011                                      | Lasers                                               | - 発売日: 2011年3月8日 - レーベル: 1st & 15th, Atlantic - フォーマット: CD, LP, digital download - 全米売上: 50万枚     | 1              | 4              | 4              | 145            | 27             | 52             | —              | 25             | - US: ゴールド |
| 2012                                      | Food & Liquor ll: The Great American Rap Album Pt. 1 | - 発売日: 2012年9月25日 - レーベル: 1st & 15th, Atlantic - フォーマット: CD, digital download - 全米売上: 12.8万枚      | 5              | 17             | 13             | —              | —              | —              | —              | 60             |                |
| 2015                                      | Tetsuo & Youth                                       | - 発売日: 2015年1月20日 - レーベル: 1st & 15th, Atlantic - フォーマット: CD, digital download - 全米売上: 7.9万枚       | 14             | 69             | 15             | —              | —              | —              | —              | 58             |                |
| 2017                                      | Drogas Light                                         | - 発売日: 2017年2月10日 - レーベル: 1st & 15th, Atlantic, Red, Sony - フォーマット: CD, digital download                | 28             | —              | 46             | —              | —              | —              | —              | —              |                |
| 2018                                      | Drogas Wave                                          | - 発売日: 2018年9月21日 - レーベル: 1st & 15th, Thirty Tigers - フォーマット: CD, digital download                      | 60             | —              | —              | —              | —              | —              | —              | —              |                |
| "—"は未発売またはチャート圏外を意味する。 |                                                      | |                |                |                |                |                |                |                |                |                |

## 受賞歴

### グラミー賞
| 発表   | 概要                                                                                  | 結果       |
| ------ | ------------------------------------------------------------------------------------- | ---------- |
| 2007年 | 「ベスト・ラップ・ソロ・パフォーマンス」に「"Kick Push"」がノミネート。               | ノミネート |
| 2007年 | 「ベスト・ラップ・ソング」に「"Kick Push"」がノミネート。                             | ノミネート |
| 2007年 | 「ベスト・ラップ・アルバム」に「Lupe Fiasco's Food & Liquor」がノミネート。           | ノミネート |
| 2008年 | 「ベスト・アーバン / オルタナティブ・パフォーマンス」に「"Daydreamin"」がノミネート。 | 受賞       |
| 2009年 | 「ベスト・ラップ・ソロ・パフォーマンス」に「"Paris, Tokyo"」がノミネート。            | ノミネート |
| 2009年 | 「ベスト・ラップ / サング・コラボレーション」に「"Superstar"」がノミネート。          | ノミネート |
| 2009年 | 「ベスト・ラップ・ソング」に「"Superstar"」がノミネート。                             | ノミネート |
| 2009年 | 「ベスト・ラップ・アルバム」に「Lupe Fiasco's The Cool」がノミネート。                | ノミネート |